# Augustus De Morgan

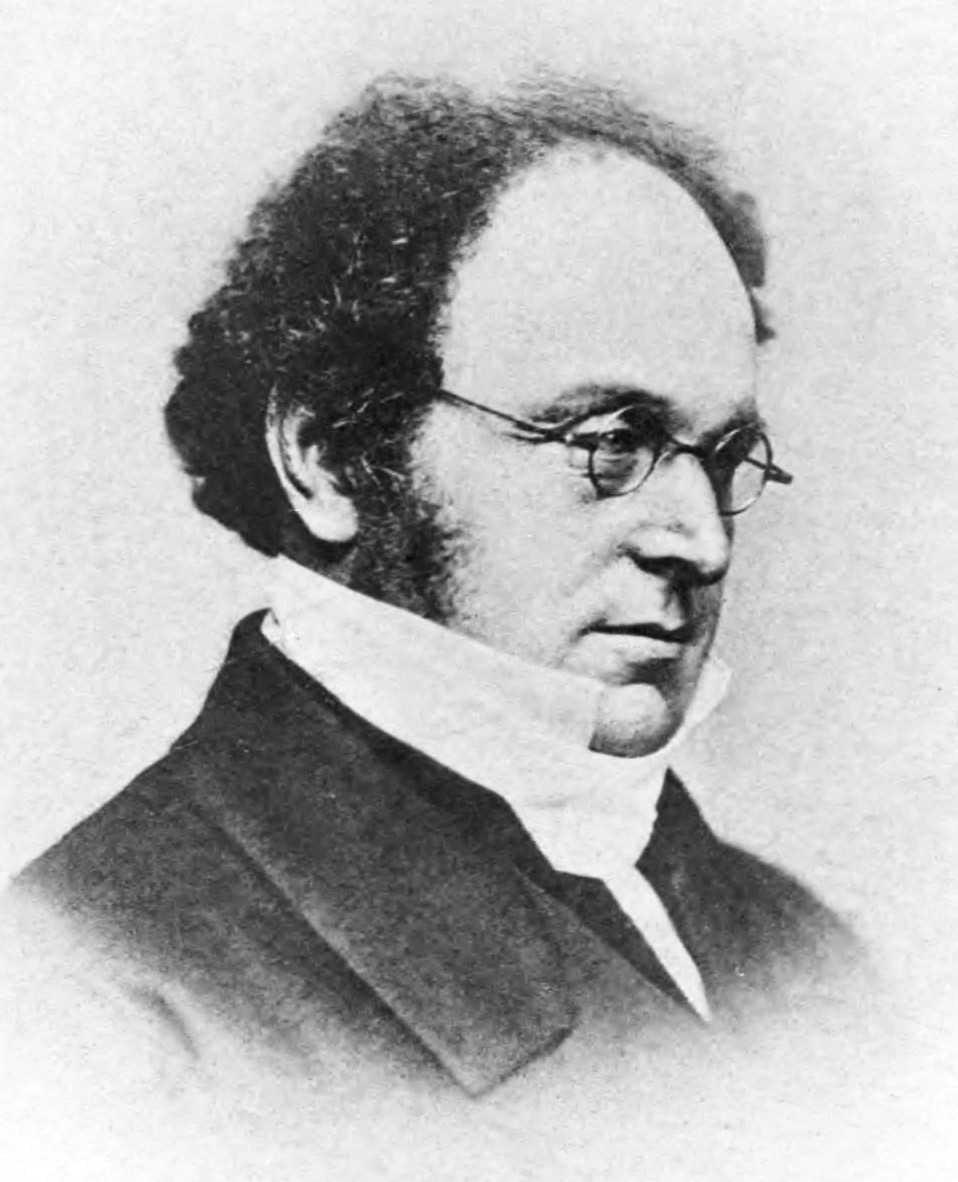
Augustus De Morgan

Augustus De Morgan (Madurai (India), 27 juni 1806 – Londen, 18 maart 1871) was een Britse wiskundige en logicus. Hij formuleerde de Wetten van De Morgan en was de eerste die het bewijs door volledige inductie van een stevige basis voorzag. Hij stichtte in 1865 de London Mathematical Society.

## Biografie

### Jeugdjaren
De Morgan werd geboren in de kroonkolonie India, in de provincie Madras, in het plaatsje Madura (dat tegenwoordig Madurai heet, in de provincie Tamil Nadu). Hij was een zoon van kolonel De Morgan, die verschillende posten bekleedde bij de Britse Oost-Indische Compagnie. Zijn moeder was familie van James Dodson, een wiskundige die bekend was door het opstellen van een anti-logaritmetabel (een tabel van de exponenten behorende bij logaritmes). Toen Augustus zeven maanden oud was, stuurde kolonel De Morgan zijn familie naar Engeland. Omdat zijn vader en zijn grootvader beiden in India geboren waren, zei De Morgan van zichzelf dat hij "noch Engelsman, noch Schot, noch Ier, doch vrijstaand Brit" was. Hierbij gebruikte hij de technische term voor een kandidaat van Oxford of Cambridge die niet tot een van de scholen van die universiteiten behoorde.
De Morgans vader overleed toen Augustus tien was. Zijn moeder woonde daarop in verschillende plaatsen in het zuidwesten van Engeland, en De Morgans vroege scholing vond plaats in scholen van weinig aanzien en betekenis. Zijn aanleg voor wiskunde bleef onopgemerkt tot zijn veertiende jaar. Een vriendin van de familie merkte toen bij toeval op hoe Augustus een complexe figuur uit het werk van Euclides tekende met passer en liniaal. Zij legde hem de bedoeling van Euclides uit en wijdde hem in in de bewijsvoering.
De Morgan leed aan een fysieke handicap: een van zijn ogen was onderontwikkeld en onbruikbaar. Om deze reden nam hij niet deel aan sporten zoals andere jongens deden en werd hij van tijd tot tijd gepest op school. Verschillende psychologen meenden dat er twee ogen nodig zijn om diepte en soliditeit te schatten, maar De Morgan merkte op dat hij, voor zover hij het kon beoordelen, daar niet meer moeite mee had dan anderen.
Zijn middelbare onderwijs genoot hij van de heer Parsons, een Fellow van het Oriel College van Oxford, die meer oog had voor de klassieken dan voor de wiskunde. Zijn moeder was actief (en overtuigd) lid van de Anglicaanse Kerk en wilde dat haar zoon priester zou worden. Maar De Morgan gedroeg zich rond deze tijd nogal halsstarrig, ongetwijfeld ook vanwege zijn fysieke achterstanden.

### Universitaire opleiding
In 1823, op zestienjarige leeftijd, ging De Morgan studeren aan het Trinity College te Cambridge. Daar werd hij opgevangen door George Peacock en William Whewell, zijn voornaamste docenten, met wie hij zijn leven lang bevriend bleef. Van Peacock kreeg De Morgan zijn voorliefde voor het vernieuwen van de wiskunde, van Whewell voor het vernieuwen van de logica; beide werden centrale onderdelen van zijn werk gedurende de rest van zijn leven.
Zijn belangrijkste tijdverdrijf gedurende deze jaren was de fluit, die hij bijzonder goed bespeelde. Hij was geen atleet, maar was zeer prominent in de muzieksociëteiten. Zijn voorliefde voor kennis omwille van kennis nam veel tijd in beslag en weerhield hem van een gedegen voorbereiding op de wiskunde-olympiade. Het gevolg hiervan was dat hij de slechts vierde wrangler van zijn jaar werd (derdejaars die het wiskunde-tripos met lof afgelegd heeft). Daarmee had hij weliswaar het recht verworven zich Bachelor of Arts te noemen, maar voor de hogere titel Master of Arts moest hij een examen theologie afleggen. De Morgan had echter ernstig bezwaar tegen het maken of zelfs ondertekenen van een dergelijk examen, ondanks zijn opvoeding in de Anglikaanse kerk. Theologische examens voor hogere titels werden in Oxford en Cambridge overigens rond 1875 afgeschaft.

### De Universiteit van Londen
Omdat De Morgan geen positie kon krijgen aan Cambridge, besloot hij in Londen te gaan wonen en toe te treden tot de Orde van Advocaten. Hij ondervond echter dat hij liever de wiskunde onderwees dan de wet las. Toevallig begon er rond die tijd schot te komen in het oprichten van de London University. De twee oude universiteiten van het land zaten zo op slot met theologische deuren en drempels dat het voor joden en ongelovigen ("ketters" of "afvalligen" in de universitaire terminologie) vrijwel onmogelijk was om er te studeren, laat staan er te gaan werken. Als reactie hierop besloot een groep liberale mannen tot de oprichting van de London University op een grondslag van religieuze neutraliteit. De Morgan, toen 22 jaar oud, werd aangesteld als hoogleraar in de wiskunde. Zijn inleidende lezing getiteld "On the study of Mathematics" ("Aangaande de Wiskundestudie") is een klassiek werk van blijvende waarde over wetenschappelijk onderwijs, dat sindsdien in verschillende landen opnieuw is uitgegeven.
In De Morgans tijd was de London University een nieuwe universiteit waarin de verhouding tussen het College van Bestuur, de senaat (de hoogleraren) en de studenten nog niet helemaal uitgekristalliseerd was. Er ontstond ruzie tussen een docent anatomie en een student; de reactie van het CvB was dusdanig dat een flink aantal docenten (onder aanvoering van De Morgan) opstapte. Er werd een nieuwe hoogleraar wiskunde aangesteld, die een aantal jaren later verdronk. De Morgan, die zich leraar onder de leraren had getoond, keerde op uitnodiging terug naar zijn leerstoel, die de daaropvolgende dertig jaar zijn onverdeelde aandacht behield.
Een ander vehikel voor De Morgan om les te geven was de Britse Society for the Diffusion of Useful Knowledge. Deze instelling tot nut van het algemeen was opgericht door dezelfde hervormers die ook de London University hadden opgericht (de Schotse Lord Brougham, voornaam wetenschapper en politicus, was een vooraanstaand lid van deze groep) met als doel het verspreiden van kennis door middel van goedkope en duidelijk geschreven traktaten geschreven door de beste schrijvers van hun tijd. De Morgan was een van hun meest productieve schrijvers. Tot zijn werken die door de Society gepubliceerd werden, behoren een groot werk getiteld The Differential and Integral Calculus over differentiële calculus en integratie en ongeveer een zesde van de artikelen van de Penny Cyclopaedia.
Toen De Morgan in Londen kwam wonen, raakte hij bevriend met William Frend (ondanks diens onorthodoxe, wiskundige opvattingen over negatieve hoeveelheden). Beiden waren rekenkundigen en accountants en hun religieuze opvattingen kwamen min of meer overeen. Frend woonde in een (destijds) buitenwijk van Londen in een herenhuis dat eerder had toebehoord aan Daniel Defoe en Isaac Watts. De Morgan was, samen met zijn fluit, een graag geziene gast. In 1837 huwde hij Sophia Elizabeth, een van Frends dochters.
De Morgan had een zoon genaamd George, die zelf ook een bijzondere naam verwierf aan de University College en de University of London. Samen met een andere alumnus met dezelfde denkbeelden besloot hij tot de oprichting van een wiskundig genootschap in Londen. Het was de bedoeling dat papers hier niet alleen in ontvangst zouden worden genomen zoals bij de Royal Society, maar ook doorgelezen, beoordeeld en besproken. De eerste bijeenkomst was op het terrein van de University College; De Morgan was voorzitter, George de eerste secretaris. Het was het begin van de London Mathematical Society.

### Emeritaat en dood
In 1866 kwam de leerstoel filosofie van de geest aan de University College beschikbaar. De senaat van schoof Dr. Martineau, een Unitarische priester en hoogleraar in de filosofie van de geest, naar voren als kandidaat. Maar in het College van Bestuur zaten leden die bezwaar hadden tegen een Unitariër en ook leden die bezwaar hadden tegen filosofie op religieuze grondslag. Er werd een leek aangesteld van de school van Bain en Spencer. De Morgan vond dat het einde van de religieuze neutraliteit als grondslag en trad onmiddellijk af. Hij was toen 60. Zijn leerlingen dwongen voor hem een pensioen van vijfhonderd pond af, maar het ongeluk teisterde hem. Zijn zoon George, die, tot groot genoegen van De Morgan, de "jongere Bernoulli" werd genoemd als verwijzing naar het andere bekende vader-en-zoon koppel van de wiskunde rond die tijd, overleed twee jaar na zijn pensioen. Kort daarop overleed een van zijn dochters. Vijf jaar na zijn pensionering op 18 maart 1871 overleed De Morgan op 65-jarige leeftijd aan een zenuwinzinking (waarschijnlijk het gevolg van stress).

## Wiskundige werken
De Morgan was een briljant en gevat schrijver, zowel in gewone briefwisseling als in polemiek. Tijdens zijn leven kwamen twee Sir William Hamiltons op die vaak door elkaar gehaald worden. De ene Sir William was een baronet, Schot en hoogleraar in de logica en metafysica aan de University of Edinburgh; de andere was ridder (een aan hem verleende titel), Ier en hoogleraar astronomie aan de University of Dublin. De baronnet droeg de doctrine van de kwantificatie van predicaten bij aan de logica. De ridder, voluit Sir William Rowan Hamilton geheten, leverde een bijdrage aan de wiskunde, in het bijzonder aan de geometrische algebra en was de eerste die sprak over quaternionen. De Morgan werd gefascineerd door het werk van beiden en correspondeerde met hen allebei; maar de correspondentie met de Schot eindigde in een publieke ruzie en de correspondentie met de Ier in een vriendschap die pas door de dood tot een eind kwam. In een van zijn brieven aan Rowan schrijft De Morgan: "Laat het jou bekend zijn dat ik ontdekt heb dat de andere Sir W.H. en jij ten opzichte van mij reciproque polen zijn (intellectueel en moreel, in die zin dat de Schotse baronnet een poolbeer is en jij, wilde ik zeggen, een poolheer). Als ik een stukje onderzoek naar Edinburgh stuur, beweert de W.H. van die strekking dat ik het van hem gestolen heb. Als ik jou er een stuur, neem jij het van mij over, generaliseert het in een oogopslag, publiceert het en maakt mij tweede ontdekker van een bekende stelling."
De Morgans correspondentie met Hamilton-de-wiskundige duurde 24 jaar en besloeg naast discussies over wiskundige onderwerpen ook gesprekken van algemene aard. Ze worden gekenmerkt door genialiteit van Hamilton en gevatheid van De Morgan. Het volgende is een voorbeeld. Hamilton schreef: "Mijn kopie van de werken van Berkeley is niet van mij. Zoals je weet, is hij net als ik een Ier." Daarop antwoordde De Morgan "Jouw zinsnede 'mijn kopie is niet van mij' is geen onzin. In het Engels is het zeer acceptabel om een woord in meerdere betekenissen binnen dezelfde zin te gebruiken, zeker als er gebruik in het geding is. Incongruentie van de taal is geen onzin, want ze brengt betekenis tot uitdrukking. Maar incongruentie van ideeën (zoals de Ier die een touw oprolt, maar niet aan het einde komt en dan in wanhoop uitroept dat iemand het andere eind eraf heeft gesneden) is de werkelijke onzin."
De Morgan had allerlei rare gewoontes. Naast zijn haast morbide houding ten opzichte van religie hebben we voorbeelden gezien van het gemak waarmee hij aanstellingen opgaf. Ter gelegenheid van de aanstelling van zijn vriend Lord Brougham als rector magnificus van de University of Edinburgh, werd hem door de senaat een eredoctoraat in de letteren geboden; hij bedankte voor deze eer omdat hij vond dat de vlag de titel niet overeenkwam met de werkelijkheid. Ooit schreef hij zijn eigen naam: Augustus De Morgan, H - O - M - O - P - A - U - C - A - R - U - M - L - I - T - E - R - A - R - U - M.
Hij had een hekel aan het platteland. Terwijl zijn familie zich vermaakte aan de kust, en andere wetenschappers op het platteland genoten van bijeenkomsten van de British Association, bleef hij achter in de warme en stoffige bibliotheken van de stad. Hij zei dat hij zich voelde als Socrates, die ooit gezegd had dat hoe verder hij van Athene kwam, hoe verder hij van het geluk was. Hij poogde nooit een Fellow van de Royal Society te worden en woonde ook nooit een vergadering van de Society bij; desgevraagd verklaarde hij ideeën noch sympathieën met de natuurkundige filosofen te delen. Zijn houding had ongetwijfeld te maken met zijn handicap, die hem ervan weerhield een waarnemer of een experimentator te zijn. Hij stemde nooit bij de verkiezingen en bezocht nooit het House of Commons, de Tower of London of de Westminster Abbey.
Als De Morgans werken in verzamelbanden uitgegeven zouden worden, zouden ze een kleine bibliotheek vullen. Zijn werken besloegen niet alleen zijn schrijven voor de Useful Knowledge Society. Dankzij de inzet van Peacock en Whewell was er te Cambridge een filosofische vereniging; aan de traktaten van deze vereniging droeg De Morgan vier boekwerken bij over de grondslagen van de algebra en nog eens vier over de formele logica. De beste weergave van zijn visie op de Algebra is te vinden in een werk getiteld Trigonometry and Double Algebra uit 1849. Zijn voorgaande kijk op de logica is terug te vinden in een uitgave uit 1847. Zijn kenmerkendste werk heet A Budget of Paradoxes. Dit werk begon als een serie brieven die gepubliceerd werken in het Athenæum tijdschrift; ze werden door De Morgan zelf gereviseerd en uitgebreid tegen het einde van zijn leven en postuum uitgegeven door zijn weduwe. Dit werk geniet de reputatie vermakelijk te zijn en het nalezen ervan wordt aangeraden.
De theorie van de algebra van George Peacock werd stevig verbeterd door D. F. Gregory, die het primaat in de theorie legde bij de vastheid van een aantal formele wetten in plaats van de permanentheid van een aantal equivalente vormen. Deze nieuwe theorie van de algebra als de wetenschap der symbolen en de wetten die hun combinaties bepaalden, werd door De Morgan tot zijn logische conclusie uitgewerkt. Het resultaat wordt nog altijd aangehangen door Britse algebraïci. Chrystal baseerde zijn Textbook of Algebra bijvoorbeeld op het werk van De Morgan, alhoewel een oplettende lezer op zou kunnen merken dat hij deze theorie vrijwel geheel terzijde legt bij het behandelen van oneindige reeksen.

### Trigonometry and Double Algebra
De theorie van De Morgan wordt beschreven in Trigonometry and Double Algebra. In het hoofdstuk getiteld "Aangaande Symbolische Algebra" schrijft De Morgan: "Door het verlaten van de betekenis van symbolen, laten we ook de betekenis van de woorden los die hen [die symbolen] beschrijven. Optellen moet dus voorlopig een geluid zijn, ontdaan van enige betekenis. Het is een vorm van combinatie voorgesteld door +; als + een betekenis krijgt, dan zo ook het woord optelling. Het is van belang dat de student goed bedenkt dat, met een enkele uitzondering, geen enkel rekenkundig symbool of woord in dit hoofdstuk ook maar enige betekenis heeft binnen dit hoofdstuk wiens onderwerp bestaat uit symbolen en de wetten die hun combinaties bepalen en zo een symbolische algebra vormen die later de grammatica geven van honderd losstaande en significante algebra's. Als iemand zou voorstellen dat + en - de betekenissen beloning en straf betekenen en A, B en C staan voor deugden en zonden, dan zou de lezer het naar believen met hem eens kunnen zijn of hem tegenspreken, maar niet gebaseerd op dit hoofdstuk. De enige uitzondering die we hierboven aanstipten is het symbool = geplaatst tussen twee symbolen, als in A = B. Hij geeft aan dat twee symbolen dezelfde, uiteindelijke betekenis dragen die door om het even welke stappen bereikt wordt. Dat A en B, als ze hoeveelheden zijn, dezelfde hoeveelheid beschrijven; wanneer operaties, hun effect hetzelfde is, et cetera."
De vraag kan gesteld worden waarom het symbool = zich niet laat vatten door de symbooltheorie. De Morgan spreekt van een uitzondering, maar wel een uitzondering die de aard van de algemene regel vaststelt. Bovendien heeft hij het symbool met betekenis nodig.
Vervolgens geeft De Morgan een opsomming van de fundamentele symbolen van de algebra en een overzicht van de wetten van de algebra. De symbolen die hij opsomt zijn 0, 1, +, −, ×, ÷ , ()() en letters. Al het andere is afgeleid. Zijn overzicht van de wetten beslaat 14 koppen, maar een aantal daarvan zijn alleen maar definities. De wetten zelf kunnen samengevat worden in de volgende zinnen (waarvan De Morgan toegeeft dat ze niet onafhankelijk van elkaar zijn):
1. Wet der tekens: + + = +, + − = −, − + = −, − − = +, × × = ×, × ÷ = ÷, ÷ × = ÷, ÷ ÷ = ×.
2. Wet der commutativiteit: a+b = b+a, ab = ba.
3. Wet der distributiviteit: a(b+c) = ab + ac.
4. Index wetten: ab×ac = ab+c, (ab)c = abc, (ab)c = ac×bc
5. a-a = 0, a÷a = 1.

Deze laatste twee regels zijn reductieregels.
De Morgan beweert een compleet overzicht te geven van de wetten van de symbolische algebra waaraan iedere symbolische algebra moet voldoen. Hij stelt: "Enig systeem van symbolen dat aan deze wetten voldoet en geen andere – behalve die wetten die bestaan uit combinatie van deze wetten – en die uit de voorgaande symbolen bestaat en geen andere – behalve die ingevoerd zijn als afkortingen voor combinaties van deze symbolen – is symbolische algebra." Voor De Morgan zijn de voorgaande principes geen regels maar formele wetten. Dat wil zeggen, ze zijn willekeurig gekozen regels waaraan de algebraïsche symbolen moeten voldoen. De Morgan neemt echter niet de wet van Gregory over associativiteit mee (dat wil zeggen (a + b) + c = a + (b + c), (ab)c = a(bc)). Een systeem dat niet commutatief blijkt, kan nog wel associatief zijn; omgekeerd geldt dat niet.
Het is voor de symbolist of formalist vaak een doorn in het oog dat commutativiteit niet een tautologie is. Dit wordt echter onmogelijk gemaakt door de realiteit, door het feit dat een dergelijke grammatica leidt tot een algebra met rekenregels die niet overeenkomt met de rekenkunde.
Voor veel formalisten zijn de index wetten een splijtzwam, een verzameling regels die moeilijkheden opleveren. Veel algebra's negeren deze regels en doen ze af als "toegepaste wiskunde". Het is daarmee duidelijk dat het geven van een volledige inventarisatie van de wetten van de algebra een onmogelijke taak is, vergelijkbaar met het probleem van de filosoof die voor de taak staat een overzicht te geven van de a priori kennis van de geest.
Trigonometry and Double Algebra bestaat uit twee delen: een stuk trigonometrie en een traktaat over de algemene algebra die hij "dubbele algebra" noemde. Het is een bijzonder werk waarin De Morgan een mathematische intuïtie vertoont over de richting waarin de definities van hogere algebra gezocht moeten worden. Deze intuïtie is ook de reden dat hij twee ogenschijnlijk losse onderwerpen, de algebra en de trigonometrie, in een boek combineerde.
De behandeling van de algebra begint bij de rekenkunde, die alleen bestaat uit getallen en operatoren zoals optelling +, vermenigvuldiging × en dergelijke. Van daaruit wordt de algemene algebra ontwikkeld waarin variabelen de plaats van getallen innemen en de resultaten naar een algemene basis van axioma's en stellingen liften. In deze algebra ontstaan groepen, waarin bijvoorbeeld elementen a en b zitten en waarin operaties als a - b wel of juist niet mogelijk kunnen zijn; het inzicht ontstaat dat er in iedere algebra een voorbehoud gemaakt moet worden aangaande de mogelijkheid van het uitvoeren van een operatie.
De volgende stap in de algebra is de enkele algebra, waarin getallen gerelateerd worden aan lijnstukken. Getallen worden hoeveelheden en kunnen hoeveelheden "voorwaarts" of "terug" zijn. De getallenlijn kent een oorsprong en begint daar of doorsnijdt die oorsprong – negatieve hoeveelheden worden mogelijk in de vorm van lijnstukken aan de andere kant van de oorsprong. En oneindig kleine verschillen tussen getallen krijgen een betekenis; het concept om een lijnstuk af te kunnen snijden tussen elke twee punten op de lijn wordt het concept van een reëel getal.
Toch blijven er concepten onmogelijk binnen deze algebra. De uitdrukking {\displaystyle a+b{\sqrt {-1}}} als oplossing van een tweedegraads polynoom is zeer problematisch. Het antwoord van De Morgan hierop is zijn "dubbele algebra", de vierde stap in de ontwikkeling van zijn theorie (die wij tegenwoordig het complexe getal noemen). Hierin is ieder symbool van de algebra niet een snede van een enkele lijn, maar een lijnstuk in een getallenruimte. En de algebra is dubbel, want ieder symbool bestaat uit twee delen (een lengte en een richting) in plaats van een. Zo wordt {\displaystyle {\sqrt {-1}}} de aanduiding van een kwadrant van het veld, {\displaystyle a+b{\sqrt {-1}}} een uitdrukking met een abscissa a en een ordinaat b (tegenwoordig reële en complexe delen geheten). Ook wiskundigen als Argand en Warren waren zover gekomen met dubbele algebra, maar hun theorie gaf geen betekenis aan een uitdrukking als {\displaystyle e^{a{\sqrt {-1}}}}. De Morgan probeerde het raadsel op te lossen door dergelijke termen te reduceren tot termen van de vorm {\displaystyle b+q{\sqrt {-1}}} en vond dat hij voldoende had aangetoond dat dit altijd mogelijk was. Opmerkelijk is dat deze dubbele algebra aan alle regels voldoet die hierboven behandeld zijn en gegeven dat iedere, schijnbaar onmogelijke, combinatie van symbolen een interpretatie heeft gekregen ziet het er ook nog uit als een complete algebra.
Als het voorgaande allemaal klopt, zo was de verwachting, dan zou het vervolg een drievoudige algebra moeten zijn. Als {\displaystyle a+b{\sqrt {-1}}} echt een lijnstuk is in de tweedimensionale ruimte, dan zou het mogelijk moeten zijn een uitdrukking te vinden met een derde term die een lijnstuk in de driedimensionale ruimte voorstelt. Argand en anderen hadden gegokt dat het iets moest zijn als {\displaystyle a+b{\sqrt {-1}}+c{\sqrt {-1}}^{\sqrt {-1}}}, hoewel dit indruist tegen Eulers resultaat dat {\displaystyle {\sqrt {-1}}^{\sqrt {-1}}=e^{-{\frac {1}{2}}\pi }}. De Morgan en anderen staken veel tijd en moeite in het probleem, maar het was pas toen Hamilton zich ermee ging bemoeien dat er schot in de zaak kwam. Tegenwoordig is het allemaal zonneklaar: de dubbele algebra geeft geen lengte en richting aan, maar een factor en een hoek. Binnen de dubbele algebra zijn de hoeken beperkt tot een enkel vlak. Het volgende stadium moet dus niet een drievoudige algebra zijn, maar een algebra die vlakken juxtaposeert tegen andere vlakken – een viervoudige algebra, waarin de assen van het vlak variabel worden.
Hierin zit het inzicht dat ook de verklaring is voor de combinatie van onderwerpen van De Morgans boek. Dubbele of complexe algebra is niets meer of minder dan een vorm van analytische trigonometrie (en dat is ook de reden dat deze algebra zo goed past bij de analyse van wisselstromen). De Morgan zelf is nooit helemaal zo ver gekomen; hij stierf in het heilige geloof dat "de dubbele algebra het uiterste moet blijven in de ontwikkeling van de concepten van de rekenkunde, voor zover het die symbolen aangaat die direct door de rekenkunde gesuggereerd worden".

### Formal logic
Toen het wiskunde-onderzoek aan de University of Cambridge weer ter hand genomen werd, kwam ook de studie van de logica weer opzetten. Whewell, de Master of Trinity College, was de drijvende kracht hierachter en hij publiceerde voorname werken op het vakgebied waaronder History of the Inductive Sciences en Philosophy of the Inductive Sciences. De Morgan werd hierdoor zonder enige twijfel beïnvloed bij zijn eigen onderzoek naar de logica. Maar hij was ook een volgeling van andere tijdgenoten, waaronder Sir William Rowan Hamilton van Edinburgh en professor George Boole van Cork.
De Morgans eigen werk Formal Logic uit 1847 is voornamelijk opmerkelijk door de introductie van het definitieve, numerieke syllogisme. Uit de Aristoteliaanse logica weten we dat als we een verzameling elementen hebben genaamd M en dat voor een aantal elementen van M de eigenschap A geldt en voor een aantal de eigenschap B, dat dan niet noodzakelijkerwijze iets volgt over de relatie tussen de elementen met eigenschap A en die met eigenschap B. Maar de Aristotelianen gaan verder en stellen dat als er een stelling gedaan kan worden over een noodzakelijke relatie tussen de A-elementen en de B-elementen, dat die relatie moet volgen uit een universele premisse van het syllogisme. De Morgan kwam echter tot het verrassende inzicht dat een numerieke argumentatie ook mogelijk is. Stel dat eigenschap A bijvoorbeeld geldt voor de meeste elementen van M en eigenschap B ook voor de meeste (en de meeste is de helft plus 1). Dan moet ook volgen dat er elementen van M zijn waarvoor eigenschap A en B allebei gelden. Namelijk:
Zij {\displaystyle V_{a}=\{m\in M|A(m)\}}
Zij {\displaystyle V_{b}=\{m\in M|B(m)\}}
Dan {\displaystyle |V_{a}|+|V_{b}|-|M|\geq 2*({\frac {|M|}{2}}+1)-|M|=2}
Stel, bijvoorbeeld, dat de gezonken veerboot 1000 man aan boord had waarvan er 500 eerste klas reisden. En stel dat er 700 passagiers verdronken. Dan volgt ogenblikkelijk dat er op zijn minst 700 + 500 - 1000 = 200 eersteklaspassagiers verdronken.
Dit principe van De Morgan voldoet aan alle Aristoteliaanse vereisten om tot de fundamentele principes van de logica gerekend te mogen worden.
Hiermee had De Morgan opeens een flinke bijdrage aan de logica geleverd middels de kwantificatie van termen in de premissen. Rond dezelfde tijd doceerde Sir William Hamilton in Edinburgh, waarbij hij een doctrine van predicaatquantificatie gebruikte. Tussen de twee kwam een correspondentie tot stand. De Morgan kreeg echter al snel in de gaten dat Hamiltons ideeën over kwantificatie van een heel andere aard waren; dat het Hamilton ging over de substitutie van "A is het geheel van B" en "A is een deel van B" voor de Aristoteliaanse terminologie "Alle A's zijn B's". Het is een kwaal van filosofen intolerant te zijn wat betreft andere opvattingen over hun eigen noties; ze denken te vaak dat ze de hele waarheid gevonden hebben en dat alles wat buiten hun eigen systeem valt, incorrect is. Hamilton dacht (in zijn eigen woorden) de sluitsteen geplaatst te hebben in de Aristoteliaanse boog – een boog die overigens zonder sluitsteen al 2000 jaar prima overeind gebleven was. Bijgevolg moest hij dan ook niets weten van de ontdekkingen van De Morgan. Hij beschuldigde De Morgan van plagiaat en de controverse sleepte jaren voort, in de tijdschriften van het Athenæum en in de publicaties van beide wetenschappers.
Van veel groter belang voor de logica zijn de traktaten van De Morgan die hij bijdroeg aan de Transactions of the Cambridge Philosophical Society na de publicatie van Formal Logic. Met name zijn vierde Memoire, waarin hij begint aan het brede veld van de logica van gerelateerden, is bekend. Dit is het vakgebied van de twintigste-eeuwse logicus, waarin veel werk werd gedaan aan het verbeteren van de taal van de logica en het ontwikkelen van het denkproces dat in het alledaagse leven plaatsvindt. Identiteit (overeenkomst) en verschil zijn de twee relaties die door de logicus onder de loep werden genomen; maar er zijn er vele die het bestuderen waard zijn, zoals gelijkheid en gelijkwaardigheid, consanguiniteit en affiniteit.
In het voorwoord bij A Budget of Paradoxes legt De Morgan uit wat hij met die term bedoelt. "Zeer veel personen hebben, sinds de invoering van de mathematische methode, elk voor zich, de directe en indirecte gevolgen van de methodologie aangevallen. Ik zal ieder van deze personen aanduiden als paradoxer en zijn systeem een paradox. Ik gebruik dit woord hier in de oude betekenis: een paradox is iets dat buiten de algemene opvattingen valt, hetzij in onderwerp, methode of conclusie. Vele van de zaken die zo naar voren zijn gebracht, zouden we tegenwoordig aanduiden als krankjorum, wat tegenwoordig het woord is dat het beste overeenkomt met de oude paradox. Maar er is een onderscheid, dat eruit bestaat dat we met het woord krankjorum gekscherend doen over een onderwerp; iets dat we met het woord paradox niet noodzakelijk bedoelden. Zo noemden in de zestiende eeuw velen de beweging van de Aarde de paradox van Copernicus en spraken met bewondering over de vernuftigheid van de theorie, zelfs – meen ik – enkelen onder hen die erdoor aangetrokken werden. In de zeventiende eeuw verloor die betekenis van het woord 'paradox' grond, tenminste in Engeland."
Hoe moeten we de waardevolle paradox van de onzinnige paradox onderscheiden? De Morgan gebruikt het volgende criterium: "De manier waarop de paradoxer zichzelf betoont met betrekking tot zin of onzin, zal niet afhangen van wat hij beweert maar van of hij in voldoende mate beschikt over inzicht in het werk van anderen en met name in de manier waarop dat werk tot stand is gekomen, wat een eerste vereiste is voor de eigen productie van kennis... Nieuwe kennis moet, voor iedere toepassing, voortkomen uit de beschouwing van oude kennis en dat op elk gebied van het denken; mechanische inspanning is soms, maar niet vaak, een uitzondering. Alle mensen die nu "ontdekkers" worden genoemd zijn en waren, op ieder gebied van het denken, mensen die goed bekend waren met de gedachtegangen van hun voorgangers en geleerd in dat wat er voor hen kwam. Er is hierop geen enkele uitzondering."

### A Budget of Paradoxes
A Budget of Paradoxes is een verzamelwerk van beoordelingen van De Morgan van een stevige collectie paradoxale boeken uit zijn eigen bibliotheek. Gedeeltelijk had hij deze verzameld uit de verkoop, gedeeltelijk had hij ze toegestuurd gekregen ter beoordeling, soms toegestuurd gekregen door de auteurs zelf. Hij geeft zelf de volgende classificatie van werken: cirkel-kwadrateurs, hoektrisecties, kubusduplicateurs, bouwers van perpetua mobiles, verdraaiers van de zwaartekracht, stilzetters van de Aarde en bouwers van het universum. Binnen al deze klassen worden overigens nog steeds werken geproduceerd.
De Morgan beschrijft ook zijn eigen kennis van paradoxers: "Ik vermoed meer te weten van de Engelse klasse dan enig andere man in Brittannië. Ik heb geen telling bijgehouden; maar ik weet dat ik in enig jaar – en tegenwoordig minder dan vroeger – gesproken heb met minstens vijf van hen per jaar en dus in totaal meer dan honderdvijftig voorbeelden. Ik ben hier zeker van, dat het mijn eigen schuld is als het er niet duizend geweest zijn. Niemand weet hoe zij uitzwermen, behalve degenen naar wie zij van nature toetrekken. Ze bestaan in alle lagen en beroepen, alle leeftijden en karakters. Ze zijn zeer serieuze mensen en hun doel is echt, te weten de verspreiding van hun paradoxen. Vele van hen – het voornaamste deel, zelfs wel – zijn ongeletterd en veel van hen verspillen hun gelden en zijn armoedig of tegen de rand van armoede aan. Deze ontdekkers verachten elkaar."
Een paradoxer in het bijzonder – ene James Smith, succesvol koopman te Liverpool – was de ontvanger van De Morgan van hetzelfde compliment dat Achilles aan Hector gaf: De Morgan haalde hem keer op keer, steeds opnieuw door het slijk. Smith had gevonden dat {\displaystyle \pi =3{\tfrac {1}{8}}}. Zijn redenering was een rare karikatuur van de Euclidiaanse reductio ad absurdum, te weten het volgende: eerst stelde hij dat {\displaystyle \pi =3{\tfrac {1}{8}}} en vervolgens toonde hij met die aanname aan dat iedere andere waarde van π absurd moest zijn. En bijgevolg dat {\displaystyle 3{\tfrac {1}{8}}} de juiste waarde moet zijn. Het volgende is een voorbeeld van de pijniging die Smith bij De Morgan onderging: "Mr. Smith schrijft mij voortdurend lange brieven, waarop hij van mij kennelijk een antwoord verwacht. Op het laatste van in totaal 31 kantjes volgeschreven papier deelt hij mij mede, met verwijzing naar mijn koppig zwijgen, dat hoewel ik mijzelf een wiskundige Goliath acht en door anderen ook wordt geacht, ik mij gedecideerd heb de wiskundige slak te spelen en mij in mijn schulp te houden. Een wiskundige slak! Dit kan toch niet het ding zijn dat de werking van de klok regeert; want anders zou ik de heer Smith de eer moeten gunnen de juiste tijd aan te geven, hetgeen ik toch werkelijk niet zou verlaten op een klok die ieder uur van de dag zo'n 19 seconden extra meepikt, zoals volgt uit de kwadratering van deze verkeerde waarde van π. Maar hij onderneemt toch mij mee te delen dat kiezelstenen geworpen met de slinger van simpele waarheid en gezond verstand uiteindelijk mijn schulp zullen doen kraken en mij tot de strijd zullen roepen. De mengelmoes van beeldspraken is amusant: Goliath die zichzelf in een slak verandert om de woede te vermijden van James Smith, heer van stand en lid van de raad van bestuur van de Mersey Dock; en in de strijd getrokken door kiezels uit een slinger. Was Goliath een slakkenhuis ingekropen, dan had David de Filistijn met zijn voet vermorzeld. Er is een zekere bescheidenheid in de implicatie dat de schulp-krakende kiezel nog geen uitwerking heeft gehad; men zou anders denken dat de slingeraar anders zo rond nu uit volle borst aan het zingen zou zijn – "En drie (en een-achtste) maal heb ik mijn vijanden verdrongen, En drie (en een-achtste) maal de gevallene bedwongen."
Binnen de pure wiskunde kon De Morgan het onderscheid tussen zinnige en onzinnige paradox makkelijk maken. Op het gebied van de natuurkunde had hij er meer moeite mee. Zijn schoonvader was een paradoxer en zo ook zijn vrouw. En naar de mening van de natuurkundig filosofen ontsnapte De Morgan ternauwernood aan dezelfde betiteling. Zijn vrouw schreef een boek waarin zij de fenomenen van spiritualisme beschreef, zoals het kloppen van geesten op tafels, het draaien van tafels en dergelijke. En De Morgan schreef een voorwoord waarin hij meedeelde van sommige van de beschreven feiten zelf kennis te hebben en andere feiten op verklaring van anderen aan te nemen, maar niet pretendeerde te weten of deze zaken veroorzaakt werden door geesten, dan wel van andere, onbekende en ongedachte oorsprong waren. Van dit alternatief sloot hij echter materiële oorzaken uit. Michael Faraday daarentegen gaf ooit een lezing over spiritualisme waarin hij stelde dat we bij het onderzoek hiernaar moeten beginnen bij de notie van wat fysiek mogelijk is en wat niet. De Morgan geloofde dat niet.